# IC 4742
IC 4742 је елиптична галаксија у сазвјежђу Паун која се налази на листи објеката дубоког неба у Индекс каталогу.
Деклинација објекта је - 63° 51' 42" а ректасцензија 18h 41m 52,2s. Привидна величина (магнитуда) објекта IC 4742 износи 12,1 а фотографска магнитуда 13,1. Налази се на удаљености од 58,325 милиона парсека од Сунца. IC 4742 је још познат и под ознакама ESO 103-48, FAIR 180, AM 1837-635, PGC 62270.